# Фифи и цветочные малыши
Фифи и цветочные малыши (англ. Fifi and the Flowertots) — мультипликационный сериал производства Великобритании. Выпущен в 2005 году. Целевая аудитория — дети 2—8 лет. В России мультсериал был впервые показан на телеканале «Россия» в рамках программы «Спокойной ночи, малыши!» в мае 2009 года.

## Сюжет
Мультфильм рассказывает об обитателях цветочного сада: незабудке Фифи, цветочных малышах Маковке, Рози, Виолетте и Крыжике, насекомых Жужике, Вебби, Оззи и Слик-Сляке.
Фифи — маленький цветок незабудки. Она живёт в волшебном саду вместе со своими друзьями — цветочными малышами.
Одна из особенностей Фифи — забывчивость, которая служит предметом постоянных шуток друзей: «Фифи-Незабудка забыла!». Любимая поговорка Фифи — «Липучие лепестки»: так она говорит, пытаясь вспомнить что-то важное.
Сериал повествует о дружбе и взаимоотношениях среди цветов и насекомых, их умении делиться, уступать, принимать точку зрения другого, быть честным, добрым и так далее. Оса Оззи не умеет дружить и, как правило, демонстрирует худшие свои качества: жульничество, нетерпение, обжорство. Даже к своему другу, слизняку Слик-Сляку, Оззи относится свысока. Но зачастую Оззи сам становится жертвой собственного коварства.

## Персонажи
Цветочные малыши:
- Тётушка Тули — хохотушка, тётя Фифи, напоминает тюльпан. Любит чайные вечеринки и посиделки с цветочными малышами. У неё питомец — червяк Грабби (Рубик), который настолько мал, что часто теряется. Живёт в домике, напоминающем ананас.
- Фифи — незабудка, главная героиня. Самая весёлая из цветочных малышей. В начале каждой серии она говорит: «Привет! Я Фифи-Незабудка», а в конце: «Пока! Скоро мы снова увидимся!» Если она забывает значения слов, то восклицает: «Липучие лепестки!» и обращается к зрителям с просьбой отгадать то или иное слово. Когда вспоминает, друзья обычно потешаются над ней: «Фифи-Незабудка забыла!» Характер общительный. Любит готовить и ухаживать за растениями. Живёт в жёлтом домике-лейке.
- Маковка — мак, подруга Фифи. Дружелюбная, веселая хохотушка. Она любит проводить время со своим друзьями в саду. У Маковки есть небольшой магазинчик, похожий на тыкву, в котором она продает все, о чем только можно мечтать.
- Рози — подруга Фифи, примула. Чопорная, не любит беспорядок. Рози всегда хочет красиво выглядеть и очень расстраивается, если это ей не удается. Любит сама придумывать себе наряды. Пытается нарядить Фифи в красивое платье. Её фраза: «У меня не очень хороший день!»
- Виолетта — фиалка, подруга Фифи. Очень творческая, обожает рисовать. Застенчивая. Любит заботиться о Крыжике и ходить в гости к Фифи. Живёт с Рози в домике-кабачке.
- Крыжик — крыжовник, самый младший из цветочных малышей. Любит помогать Фифи и Жужжику в саду. Иногда бывает слишком шумным и непоседливым. Фифи присматривает за Крыжиком, чтобы Оззи и Слик-Сляк не обижали его своими розыгрышами.

Насекомые:
- Жужжик — пчела, лучший друг Фифи, часто навещает её и всегда готов прийти ей на помощь. Правда, зачастую это вносит в жизнь цветочных малышей некоторую сумятицу. Жужжик любит собирать и готовить мёд. Имеет аллергию на цветочную пыльцу.
- Оззи — оса. Устраивает неприятности цветочным малышам и насекомым. Пытается украсть предметы еды: пироги, чернику, шоколад… Живёт в красном домике-яблоке.
- Слик-Сляк — слизняк, единственный друг Оззи. Готов всегда помочь ему, однако своей медлительностью часто вызывает недовольство своего шефа. Влюблен в Рози и благодаря этому иногда совершает романтичные поступки. Живёт над домиком Оззи.
- Вебби — паучиха, подруга Фифи. Самая старшая и мудрая в цветочном саду. Цветочные малыши обращаются к ней за советом и помощью. Оззи и Слик-Сляк боятся, что попадут в её паутину. Живёт в домике-паутинке.
- Рубик — червяк, питомец тётушки Тули. Единственный из персонажей (не считая автомобильчика Мо), который не произносит ни слова. Общается междометиями.
- Мо (Мосик) — любимый и экологически чистый автомобильчик Фифи на органических удобрениях. Возит урожай и цветочных малышей в цветочном саду.

## Серии
1. Странная прогулка
2. Снежная песня
3. Грязнуля Скраф
4. Фифи и долгоносик
5. Крэнки скрипит
6. Жужжик помогает
7. Клей для паутинки
8. Пожарная Лютик
9. Жужжик и классные гонки
10. Черничный сюрприз
11. Идеальная картинка
12. Вечеринка для Виолетты
13. Все сделает Оззи
14. Грязный шпионаж
15. В поисках сокровищ
16. День спорта
17. Фифи заместитель
18. Веселые норы
19. Вязанная неразбериха
20. Крыжик в пятнах
21. Оззи не меняйся
22. Оззи притворяется больным
23. Запах духов Рози
24. Заблуждение и новый гудок Маковки
25. Крыжик учится ехать петлями
26. Шипучий бизнес
27. Скрепя и треща, но не сдаваясь
28. Уроки полетов
29. День хрустяшки
30. Фифи и пугало
31. Суп дня
32. Чепуха Фифи
33. Долг платежом красен
34. Паровозик забыла
35. Выходной Фифи
36. Нетерпиливые Дункан и Оззи
37. Чистота и блеск
38. Маковка и магический ковёр
39. Фифи и трубач